# Édouard Vermeulen
Édouard, baron Vermeulen (* 4. března 1957 Ypry, Západní Flandry, Belgie) je belgický módní návrhář. Je známý pro oblékání členů belgické, nizozemské a lucemburské královské rodiny. Vede svou vlastní módní značku, NATAN, a má butik v Bruselu.
Vermeulen navrhl svatební šaty pro:
- Princeznu Laurentienu Nizozemskou
- Královnu Mathildu Belgickou[3]
- Princeznu Claire Belgickou

V roce 2007 byl Vermeulen porotcem Cen mladých belgických designérů. V roce 2012 byly velkovévodkyně Maria Teresa, princezna Alexandra a princezna Tessy Lucemburské oblečeny Vermeulenem na svatbu Guillauma, dědičného lucemburského velkovévody.
V roce 2013 si současná královna Máxima oblékla šaty od značky NATAN k abdikaci královny Beatrix. Oranžská kněžna a její sestry na sobě měly šaty od značky NATAN na inauguraci krále Viléma-Alexandra. V roce 2017 získal Vermeulen od krále Filipa Belgického titul barona.